# All I Have (Jennifer Lopez)
All I Have è un singolo della cantante statunitense Jennifer Lopez, pubblicato il 14 dicembre 2002 come secondo estratto dal terzo album in studio This Is Me... Then.
Nel 2011 Billboard ha nominato il brano come il 34° più grande duetto di tutti i tempi.

## Descrizione
Il brano è scritto da Lopez stessa insieme a Makeba Riddick, Curtis Richardson, DJ Ron G., Lisa Peters e William Jeffrey e ha visto la partecipazione del rapper LL Cool J. Si basa attorno a un campionamento del brano Very Special di Debra Laws del 1981. Il titolo doveva essere inizialmente I'm Good, ma venne scelto All I Have, per evitare confusione con il successo della Lopez del 2001 I'm Real.

### Causa
In seguito al fiorire del successo del brano, nel marzo 2003 Debra Laws ha denunciato la Sony Music Entertainment/Epic Records presso la corte d'appello del distretto degli Stati Uniti d'America per il Distretto Centrale della California, accusandola del fatto che l'appropriazione dei campioni di Very Special senza la sua autorizzazione (sebbene gli stessi autori di Very Special e Elektra Records, successore della Elektra/Asylum Records che aveva pubblicato il brano originale di Very Special, avessero autorizzato il campionamento del brano) violasse il suo statutario e il diritto di pubblicità tutelato dal codice penale della California.

## Video musicale
Diretto da Dave Meyers, il video di All I Have venne girato nel novembre 2002 per poi essere pubblicato nel gennaio 2003. Il video ha come protagonisti Lopez e LL Cool J nei ruoli di due ex fidanzati che ricordano i bei momenti così come quelli tristi, passati insieme, mentre in prossimità delle feste sono entrambi soli.

## Tracce
CD
1. All I Have (Radio Edit) – 4:00
2. Jenny from the Block (feat. Jadakiss and Styles) (Seismic Crew's Latin Disco Trip Radio Edit) – 3:26

CD maxi
1. All I Have – 4:15
2. Jenny from the Block (feat. Jadakiss and Styles) (Everbots Showtime Mix) – 6:00
3. Jenny from the Block (feat. Jadakiss and Styles) (Seismic Crew's Latin Disco Trip Radio Edit) – 3:26
4. Loving You – 3:46

## Classifiche
| Classifica (2002-03) | Posizione massima |
| -------------------- | ----------------- |
| Australia            | 2                 |
| Austria              | 38                |
| Belgio (Fiandre)     | 18                |
| Belgio (Vallonia)    | 16                |
| Francia              | 29                |
| Germania             | 19                |
| Irlanda              | 7                 |
| Italia               | 13                |
| Nuova Zelanda        | 1                 |
| Paesi Bassi          | 5                 |
| Regno Unito          | 2                 |
| Stati Uniti          | 1                 |
| Svezia               | 15                |
| Svizzera             | 4                 |